# Monastère de Zrze
Le monastère de Zrze (en macédonien : Зрзески манастир) est un monastère du sud-ouest de la Macédoine du Nord, situé dans la commune de Dolneni et à 25 kilomètres de Prilep. Dédié à la Transfiguration, il fut construit en nombreuses étapes, sur les ruines d'un sanctuaire chrétien du IVe siècle. Cinq tombes de martyrs de cette époque ont d'ailleurs été découvertes lors de fouilles autour du site. 
Son église renferme deux icônes exceptionnelles ; l'une, peinte en 1393, représente Jésus-Christ, et l'autre, de 1422, représente la Vierge de Pélagonie. Elle possède aussi des fresques médiévales remarquables, divisées en deux espaces. L'espace le plus bas dépeint la vie monacale, tandis que l'espace supérieur représente les Saints Grégoire, Basile, Nicolas et Jean. On trouve aussi sur ces fresques des médaillons avec des bustes de martyrs, des scènes de la Passion du Christ et l'Hospitalité d'Abraham ainsi que la Communion des Apôtres. Les fresques du porche sont plus récentes, elles furent exécutées en 1624 et en 1634. Elles représentent le Jugement dernier, la Charité chrétienne et des scènes de la vie de Saint-Nicolas.

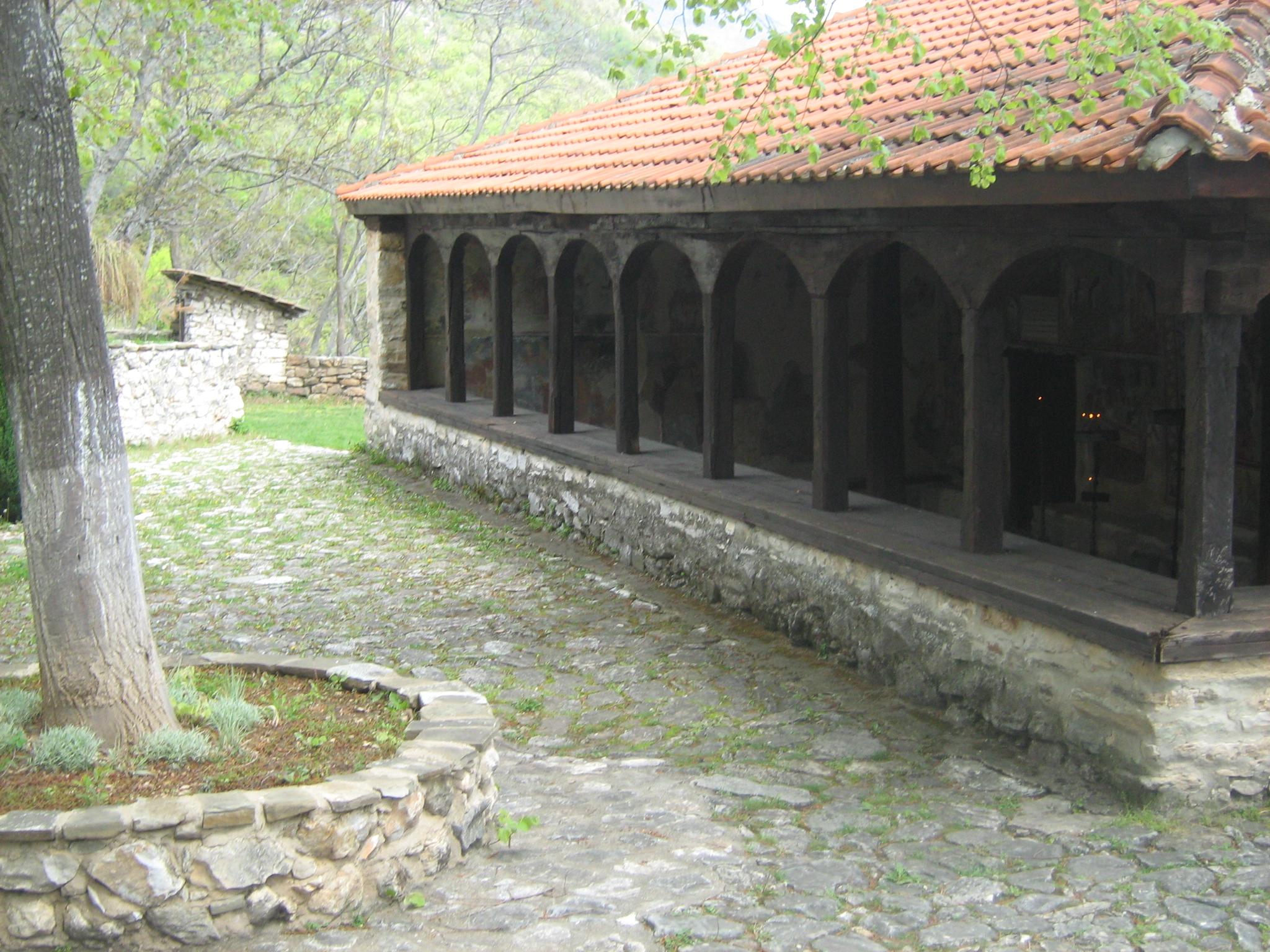
Le porche de l'église.
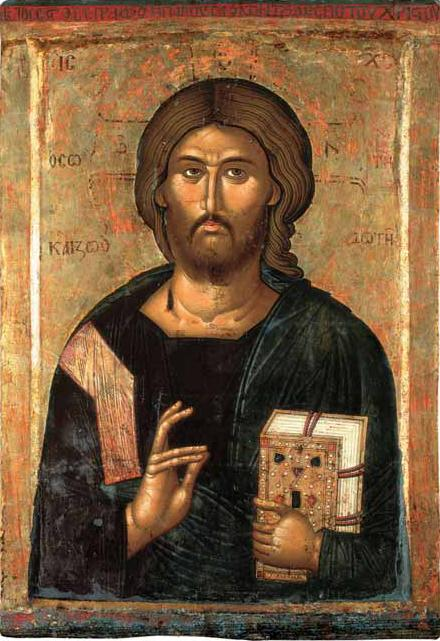
L'icône de Jésus.
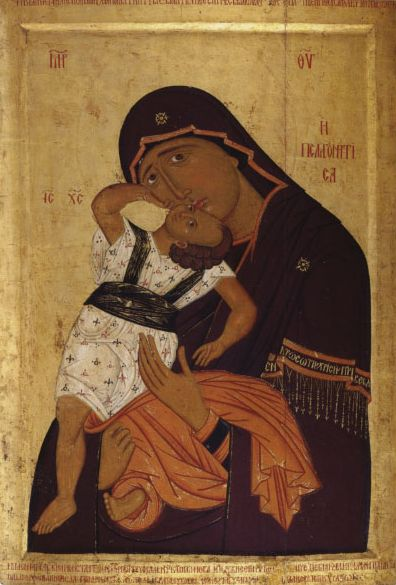
L'icône de la Vierge de Pélagonie.
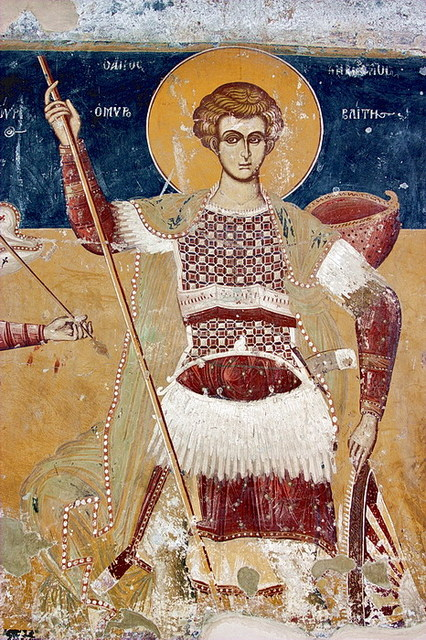
Saint-Dimitri.
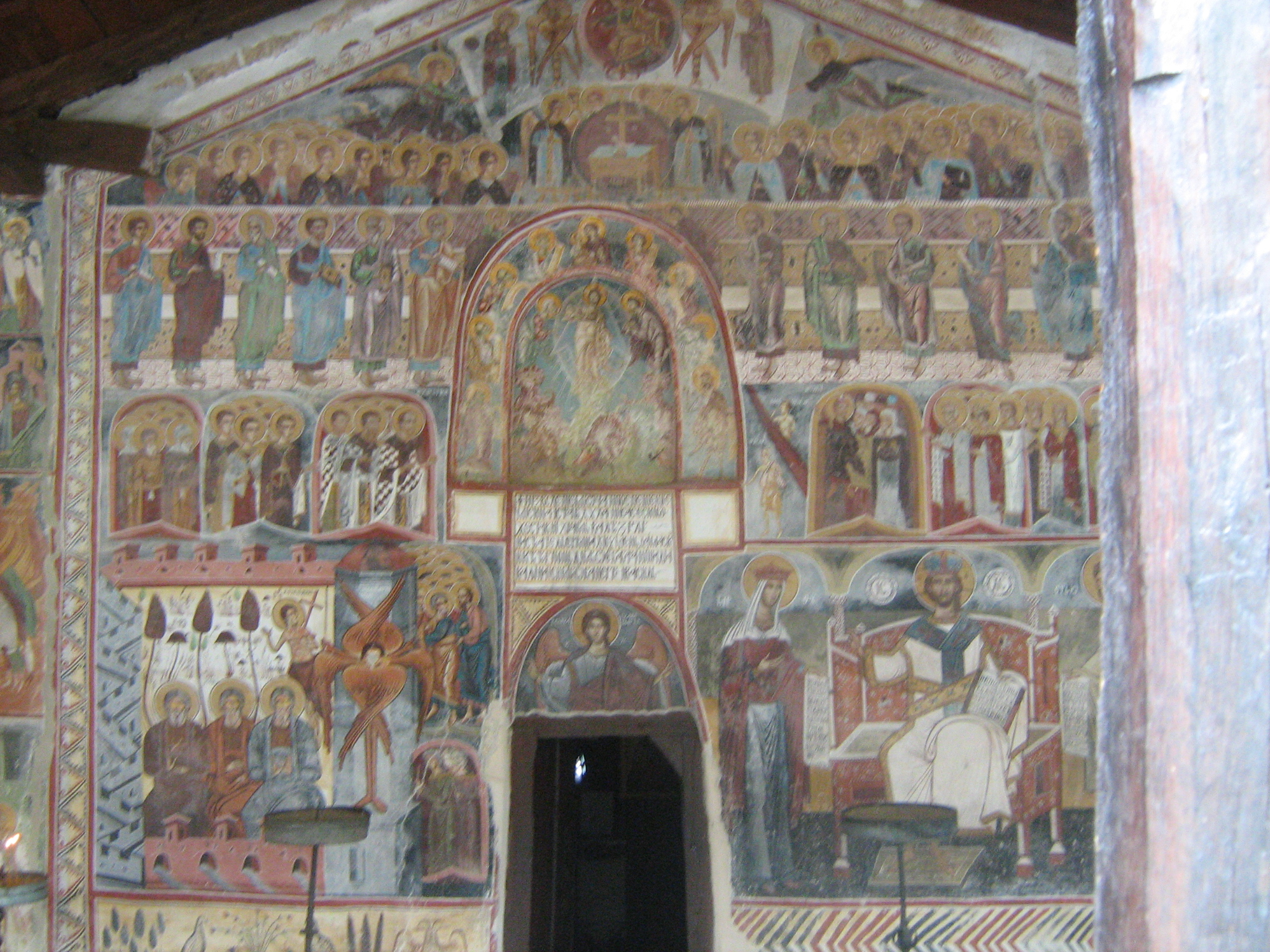
la façade couverte de fresques.
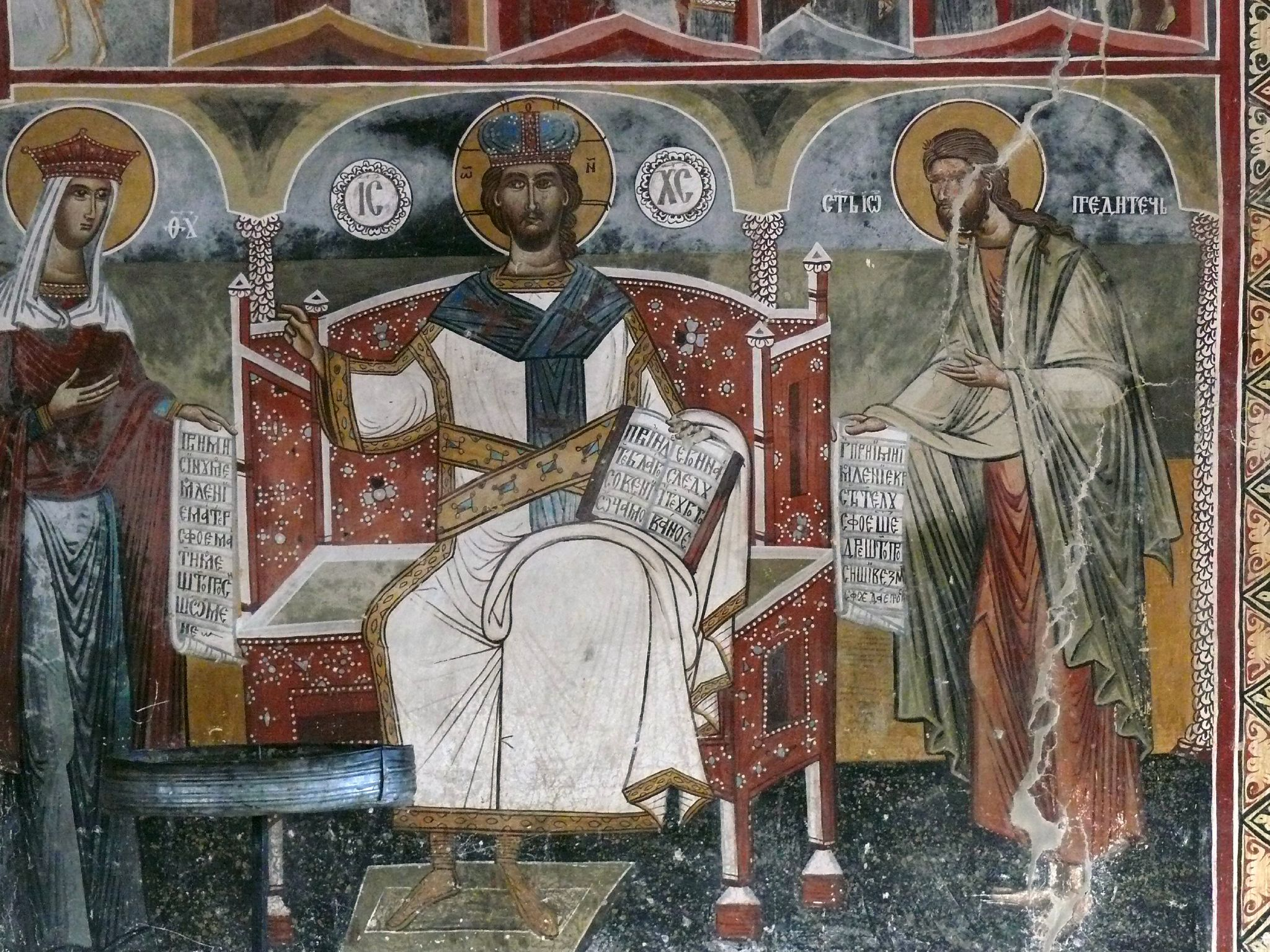
Fresque du Christ en gloire.
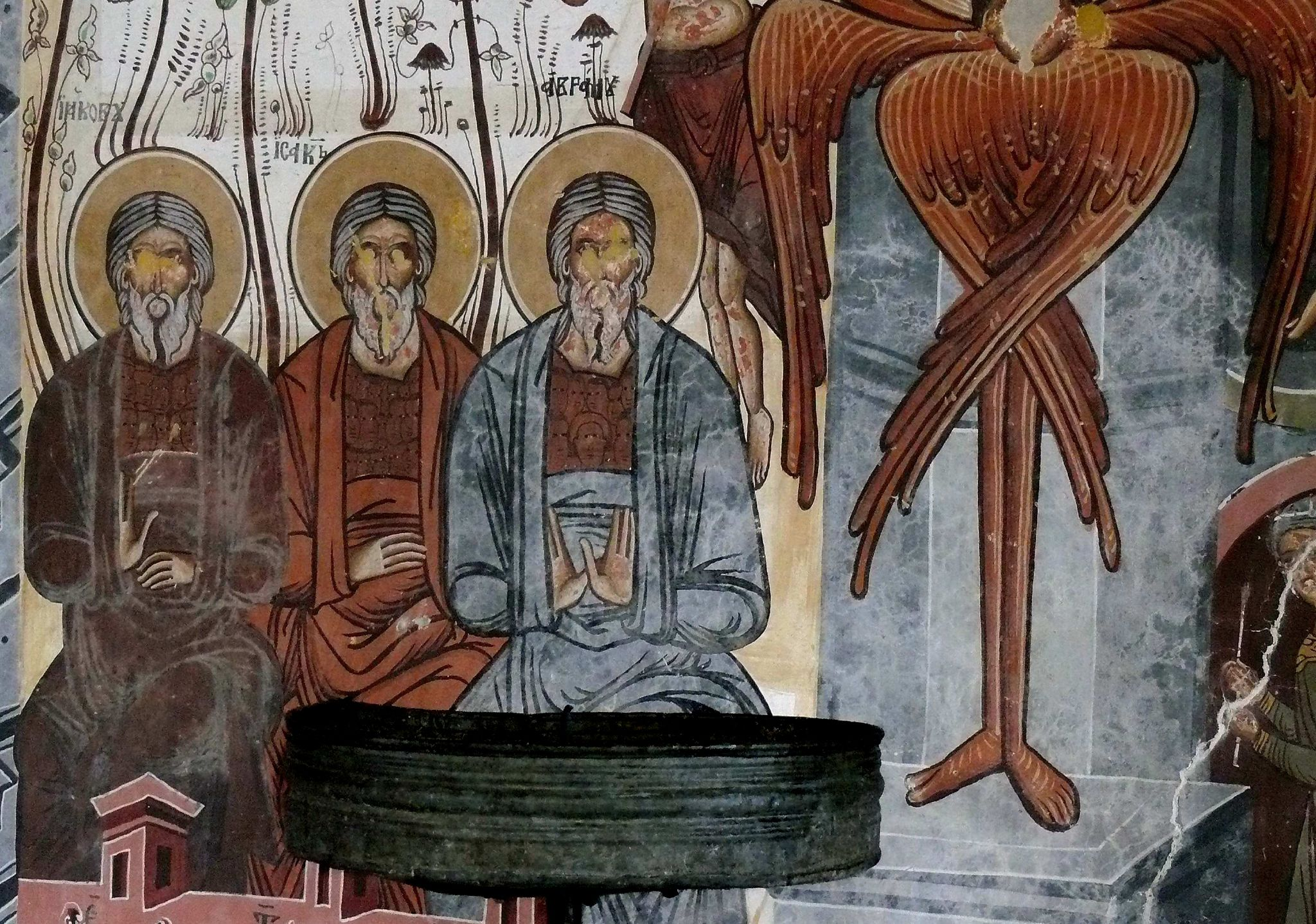
Fresque représentant Jacob, Isaac et Abraham.
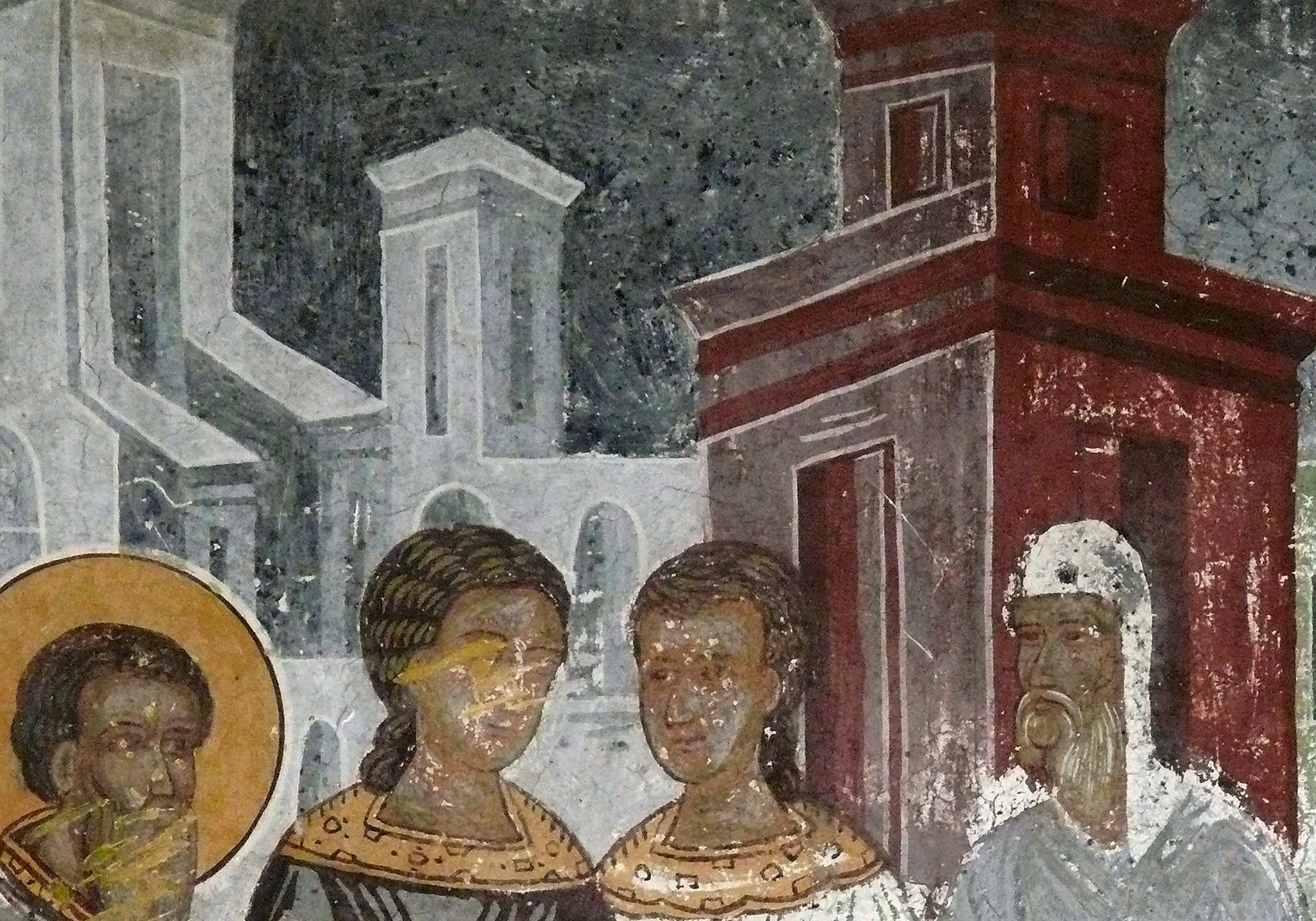
Détail d'une fresque.